# جورج دبليو. راي
جورج دبليو. راي (بالإنجليزية: George W. Ray)‏ هو قاضي ومحامي وسياسي أمريكي، ولد في 3 فبراير 1844، وتوفي في 10 يناير 1925. حزبياً، نشط في الحزب الجمهوري. وقد انتخب عضو مجلس النواب الأمريكي.